# Claviger pyrenaeus
Claviger pyrenaeus é uma espécie de inseto do gênero Claviger, pertencente à família Formicidae.